# Idania Chirinos
Idania Josefina Chirinos Fernández (Maracaibo, 6 de diciembre de 1957) es una periodista venezolana. Comenzó su carrera como reportera en el canal Venevisión y posteriormente ha trabajado en NTN24, donde asumió el cargo como directora de contenidos. En 2024 recibió el Premio Nacional de Comunicación de la Sociedad Colombiana de Prensa,

## Carrera
Idania se graduó como periodista en 1981 y comenzó en el canal de televisión en Venevisión, donde trabajó como corresponsal en Centroamérica, presentadora de informativos y conductora de su propio programa. Siendo directora de prensa, a los 23 años, el informativo de Venevisión recibió el Premio Nacional de Periodismo como Mejor Noticiero. También ha dirigido y conducido el programa informativo y de opinión "La Tarde".
Posteriormente comenzó a trabajar en NTN24, donde eventualmente asumió la posición como directora de contenidos. El 28 de noviembre de 2024 la Sociedad Colombiana de Prensa (SCP) la galardonó con el Premio Nacional de Comunicación y Periodismo Alfonso López Michelsen.